# Rally di Giordania

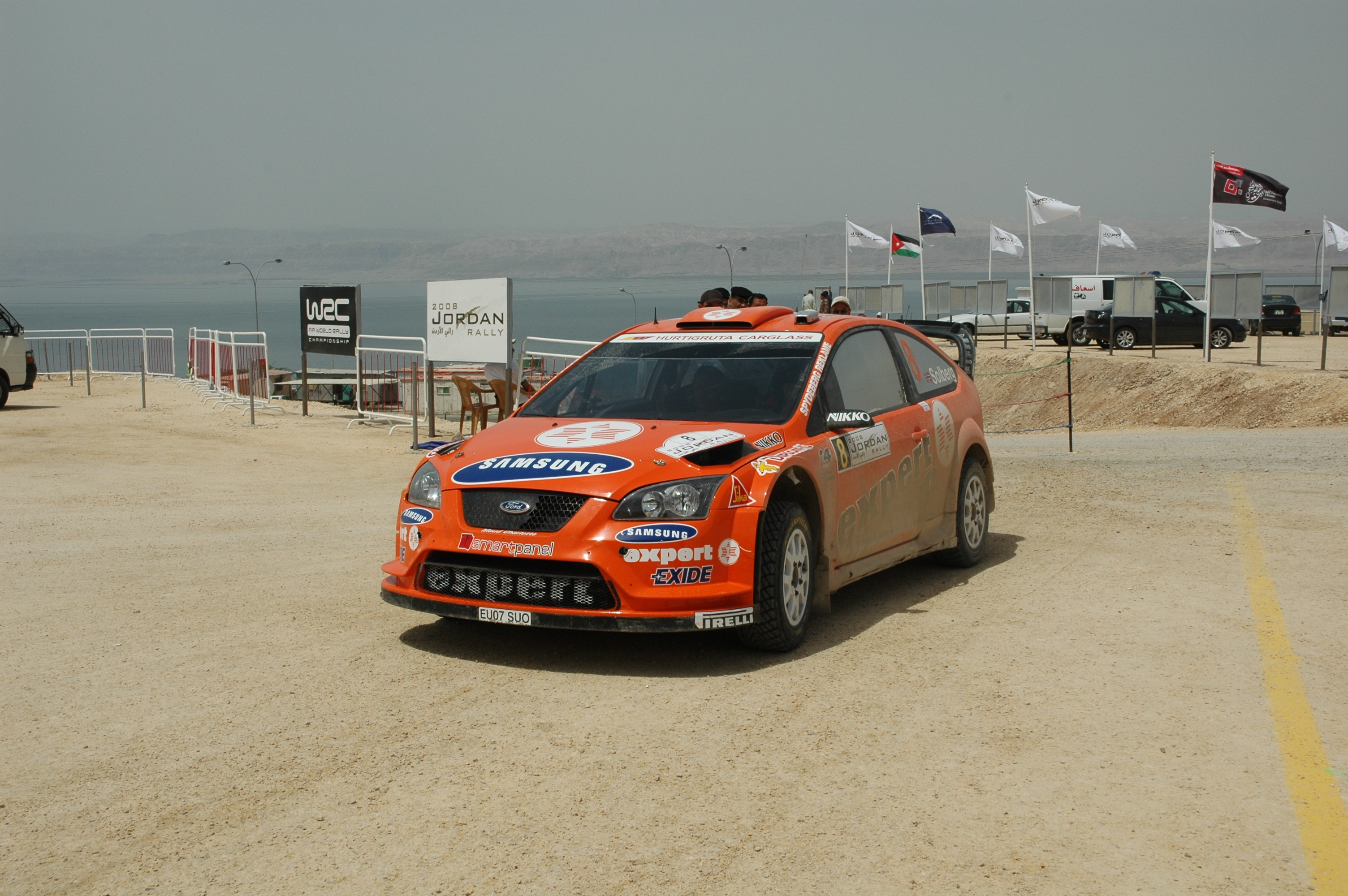
Henning Solberg, 2008

Il Rally di Giordania è una competizione di rally che si disputa nelle vicinanze della capitale Giordana Amman. Inserita, alla sua 26ª edizione, nel calendario ufficiale del Campionato del mondo rally (WRC) a partire dalla stagione 2008 è la prima comparsa di un evento WRC in Medio Oriente. La prima edizione nel 2008 si è svolta dal 24 al 27 aprile con quartier generale dell'evento situato appena fuori la capitale Amman.
In precedenza all'entrata nel campionato mondiale, la manifestazione era valevole solo per il Campionato Rally del Medio Oriente.

## Vincitori
| Denominazione                    | Anno | Campionato | Pilota                      | Co-pilota                   | Auto                         |
| -------------------------------- | ---- | ---------- | --------------------------- | --------------------------- | ---------------------------- |
| 1st Sheraton Palace Jordan Rally | 1981 |            | Michel Saleh                | Tony Samia                  | Toyota Celica GT             |
| 2nd Marriott Hotel Jordan Rally  | 1982 |            | Michel Saleh                | Tony Samia                  | Toyota Celica GT             |
| 3rd Marriott Hotel Jordan Rally  | 1983 | MERC       | Saeed Al-Hajiri             | John Spiller                | Opel Manta 400               |
| 4th Marriott Hotel Jordan Rally  | 1984 | MERC       | Mohammed Bin Sulayem        | Hasan Bin Shadour           | Toyota Celica Twin Cam Turbo |
| 5th Rothmans Jordan Rally        | 1985 | MERC       | Saeed Al-Hajiri             | John Spiller                | Porsche 911 SC RS            |
| 6th Rothmans Jordan Rally        | 1986 | MERC       | Saeed Al-Hajiri             | John Spiller                | Porsche 911 SC RS            |
| 7th Jordan Rally                 | 1987 | MERC       | Mohammed Bin Sulayem        | John Spiller                | Toyota Celica Twin Cam Turbo |
| 8th Rothmans Rally Jordan        | 1988 | MERC       | Mohammed Bin Sulayem        | Ronan Morgan                | Toyota Celica Twin Cam Turbo |
| 9th Jordan International Rally   | 1990 | MERC       | Mohammed Bin Sulayem        | Ronan Morgan                | Toyota Celica GT 4           |
| 10th Silk Cut Jordan Rally       | 1992 | MERC       | Abbas Al-Mosawi             | Benny Smythe                | Toyota Celica GT 4           |
| 11th Jordan Rally                | 1993 | MERC       | Sheikh Hammad Al-Thani      | Abdullah Al Mari            | Mitsubishi Galant VR 4       |
| 12th Camel Jordan Rally          | 1994 | MERC       | Mohammed Bin Sulayem        | Phillip Mills               | Ford Escort RS Cosworth      |
| 13th Camel Jordan Rally          | 1995 | MERC       | Abdullah Bakhashab          | Bobby Willis                | Ford Escort RS Cosworth      |
| 14th Jordan International Rally  | 1996 | MERC       | Mohammed Bin Sulayem        | Ronan Morgan                | Ford Escort RS Cosworth      |
| 15th Jordan International Rally  | 1997 | MERC       | Mohammed Bin Sulayem        | Ronan Morgan                | Ford Escort RS Cosworth      |
| 16th Jordan Rally                | 1998 | MERC       | Mohammed Bin Sulayem        | Ronan Morgan                | Ford Escort Cosworth WRC     |
| 17th Jordan Rally                | 1999 | MERC       | Mohammed Bin Sulayem        | Ronan Morgan                | Ford Escort Cosworth WRC     |
| 18th Jordan International Rally  | 2000 | MERC       | Mohammed Bin Sulayem        | Ronan Morgan                | Ford Focus WRC               |
| 19th Jordan International Rally  | 2001 | MERC       | Mohammed Bin Sulayem        | Khalid Zakaria              | Ford Focus WRC               |
| 20th Jordan International Rally  | 2002 | MERC       | Mohammed Bin Sulayem        | John Spiller                | Ford Focus WRC               |
| 21st Jordan International Rally  | 2003 | MERC       | Nasser Al-Attiyah           | Steve Lancaster             | Subaru Impreza WRC           |
| 22nd Jordan International Rally  | 2004 | MERC       | Amjad Farrah                | Khalid Zakaria              | Mitsubishi Lancer Evo 7      |
| 23rd Jordan Rally                | 2005 | MERC       | Nasser Al-Attiyah           | Chris Patterson             | Subaru Impreza WRX Sti       |
| 24th Jordan Rally                | 2006 | MERC       | Nasser Al-Attiyah           | Chris Patterson             | Subaru Impreza WRC           |
| 25th Jordan Rally                | 2007 | MERC       | Khalid Al-Qassimi           | Michael Orr                 | Subaru Impreza WRC           |
| 1st Jordan Rally                 | 2008 | WRC        | Mikko Hirvonen              | Jarmo Lehtinen              | Ford Focus RS WRC            |
| MERC Jordan Rally 2008           | 2008 | MERC       | Nasser Al-Attiyah           | Chris Patterson             | Subaru Impreza STi N14       |
| Jordan Rally 2009                | 2009 | MERC       | Nasser Al-Attiyah           | Giovanni Bernacchini        | Subaru Impreza WRX N15       |
| 2nd Jordan Rally WRC             | 2010 | WRC        | Sébastien Loeb              | Daniel Elena                | Citroen C4 WRC               |
| 3rd Jordan Rally WRC             | 2011 | WRC        | Sébastien Ogier             | Julien Ingrassia            | Citroën DS3 WRC              |
| Jordan Rally 2012                | 2012 | MERC       | Nasser Al-Attiyah           | Giovanni Bernacchini        | Ford Fiesta RRC              |
| Jordan Rally 2013                | 2013 | MERC       | Nasser Al-Attiyah           | Giovanni Bernacchini        | Ford Fiesta RRC              |
| Jordan Rally 2014                | 2014 | MERC       | Nasser Al-Attiyah           | Giovanni Bernacchini        | Ford Fiesta RRC              |
| Jordan Rally 2015                | 2015 | MERC       | Nasser Al-Attiyah           | Mathieu Baumel              | Ford Fiesta RRC              |
| Jordan Rally 2016                | 2016 | MERC       | Nasser Al-Attiyah           | Mathieu Baumel              | Škoda Fabia R5               |
| Jordan Rally 2017                | 2017 | MERC       | Nasser Al-Attiyah           | Mathieu Baumel              | Ford Fiesta R5               |
| Jordan Rally 2018                | 2018 | MERC       | Nasser Al-Attiyah           | Mathieu Baumel              | Ford Fiesta R5               |
| Jordan Rally 2019                | 2019 | MERC       | Nasser Al-Attiyah           | Mathieu Baumel              | Volkswagen Polo GTI R5       |
| Jordan Rally 2020                | 2020 | MERC       | L'evento è stato cancellato | L'evento è stato cancellato | L'evento è stato cancellato  |
| Jordan Rally 2021                | 2021 | MERC       | Nasser Al-Attiyah           | Mathieu Baumel              | Volkswagen Polo GTI R5       |
| Jordan Rally 2022                | 2022 | MERC       | Nasser Al-Attiyah           | Mathieu Baumel              | Volkswagen Polo GTI R5       |
| Jordan Rally 2023                | 2023 | MERC       | Abdullah Al-Rawahi          | Ata Al-Hmoud                | Škoda Fabia Rally2 Evo       |
| Jordan Rally 2024                | 2024 | MERC       | Nasser Al-Attiyah           | Giovanni Bernacchini        | Škoda Fabia RS Rally2        |
| Jordan Rally 2025                | 2025 | MERC       | Nasser Al-Attiyah           | Cándido Carrera             | Škoda Fabia RS Rally2        |